# Rorschach (képregény)
Walter Kovacs, más néven Rorschach, egy kitalált szereplő, antihős a DC Comics képregényeiben. A szereplőt Alan Moore író, Dave Gibbons rajzoló alkotta meg. Rorschach egy magányos, törvényen kívüli igazságosztó, aki egy fehér maszkot visel, melyen állandóan szimmetrikus tintafoltok változtatják a formájukat. Moore szándéka szerint megpróbált egy „Steve Ditko-féle szereplőt megalkotni”, akinek „vicces neve van, a vezetékneve K-val kezdődik és egy fura maszkot visel”. Ennek szellemében Moore Rorschach-ot Ditko Mr. A nevű szereplőjéről mintázta meg, mely mellett Ditko egy másik Charlton-szereplőjének, a Question vonásait is felhasználta. Bradford W. Wright képregénytörténész a szereplő világnézetét úgy írta körül, hogy „fekete és fehér értékek, melyek állandóan változtatják a körvonalaikat, de soha sem keverednek össze szürkévé, hasonlóan a tinta-teszthez, melyről nevét kapta”. Véleménye szerint Rorschach a létet véletlenszerűnek látja, mely lehetővé teszi számára, hogy „szabadon firkálja fel saját látásmódját az erkölcsről a csupasz világra”. Moore bevallása szerint Rorschach bekövetkező halála csak a negyedik szám írása közben vált előtte nyilvánvalóvá, mivel a szereplő természetének része a kompromisszum teljes elutasítása, mely miatt egyszerűen nem élhette túl a történetet.